# Mareanivka, Volodarsk-Volînskîi
Mareanivka (în ucraineană Мар`янівка) este un sat în comuna Suhovolea din raionul Volodarsk-Volînskîi, regiunea Jîtomîr, Ucraina.

## Demografie
Componența lingvistică a localității Mareanivka
     Ucraineană (100%)
Conform recensământului din 2001, toată populația localității Mareanivka era vorbitoare de ucraineană (100%).